# Ampułka św. Menasa

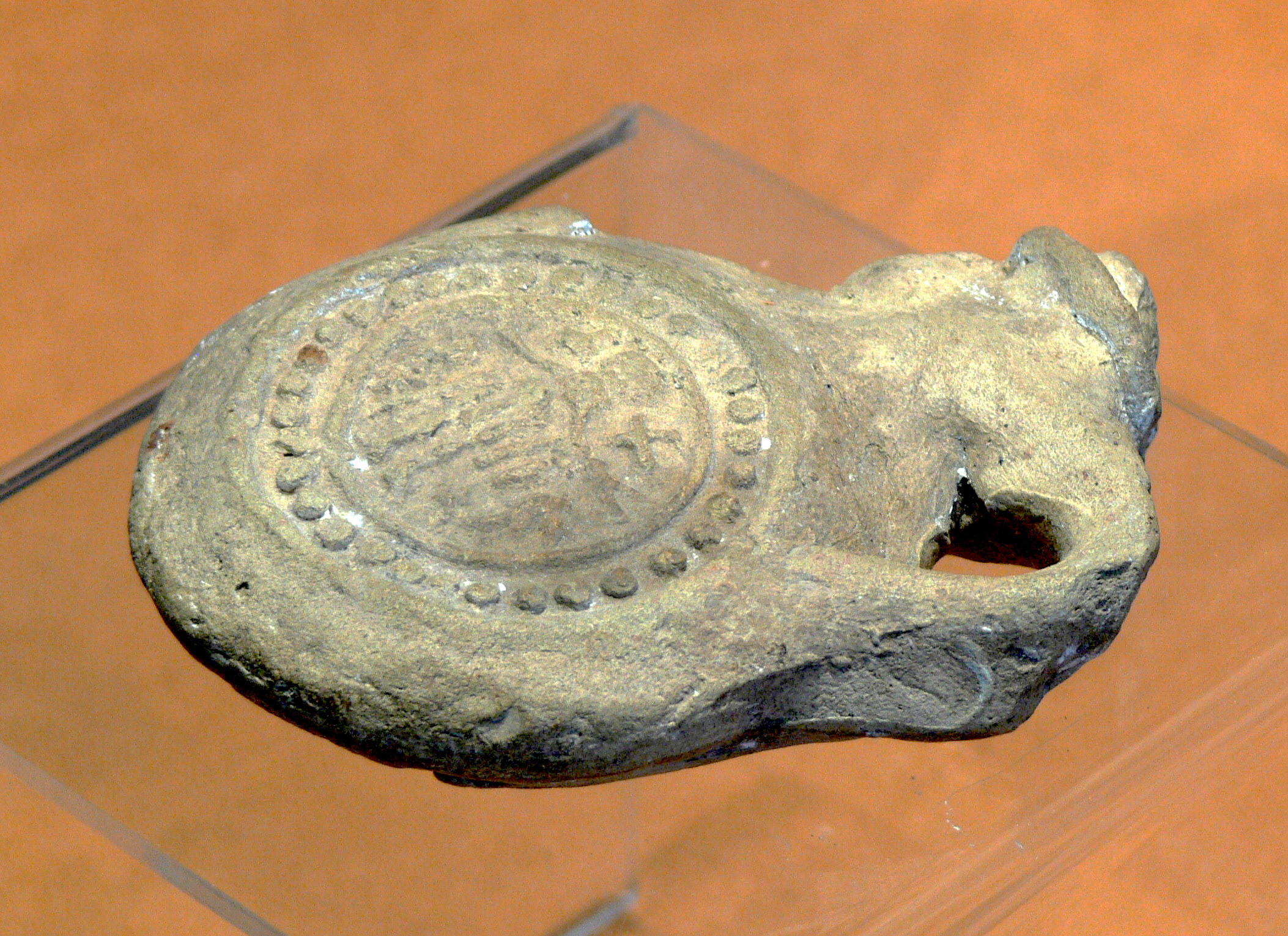
Jedna z ampułek

Ampułka św. Menasa – rodzaj wczesnośredniowiecznego naczynia, przeznaczonego do transportu i przechowywania wody lub świętych olejów z sanktuarium św. Menasa na Pustyni Libijskiej. Woda płynąca na terenie sanktuarium miała status cudownej, podobnie jak oleje z relikwiarzy. Pielgrzymi z całego świata chętnie zabierali te płyny w drogę powrotną w specjalnych glinianych naczyniach (ampułkach), zaopatrzonych w odciśnięty wizerunek świętego, w stroju rzymskiego rycerza, stojącego najczęściej między dwoma wielbłądami. Ampułki, zabierane przez podróżnych z najodleglejszych zakątków chrześcijańskiego świata, znajdowane są podczas wykopalisk na terenie całej Europy. 

## Święty Menas
Święty Menas był męczennikiem chrześcijańskim, zamordowanym w czasie prześladowań cesarza Dioklecjana na terenie Egiptu. Na jego cześć, kilkanaście kilometrów od Aleksandrii, w Abu Mena, wzniesiono na Pustyni Libijskiej sanktuarium, gdzie umieszczono relikwie świętego.

## Sanktuarium
Sanktuarium powstało w miejscu pochówku św. Menasa. Za Konstantyna Wielkiego zbudowano hypogeum i umieszczono w nim relikwie. W czasach Atanazego Wielkiego powstała trójnawowa bazylika, którą rozbudował cesarz Arkadiusz. Kompleks nie tylko był miejscem kultu, ale pełnił też funkcję uzdrowiska. Uważano, że źródło  na jego terenie ma właściwości lecznicze. Dlatego pielgrzymi zabierali ze sobą gliniane ampułki z „cudowną wodą”. Od końca IV do połowy VII wieku był to jeden z największych ośrodków pielgrzymich w Egipcie oraz Cesarstwie Bizantyjskim. Według badaczy powstał tam również duży ośrodek wytwarzający dewocjonalia, głównie ampułki. Najazd perski w roku 619-621 i podbój Egiptu przez Arabów w roku 639-642 spowodowały upadek sanktuarium.
Ruiny starożytnego klasztoru Abu Mena w 1979 roku zostały wpisane na listę światowego dziedzictwa UNESCO.

## Ampułki
Ampułki mają  wysokość 9 cm i szerokość 5–6 cm,  kształt spłaszczonej tykwy z wąską szyjką i dwoma otworami do zawieszenia ich na rzemyku lub sznurku. Pielgrzymi zabiegali w nich do domu wodę lub święty olej. W medalionie umieszczona była najczęściej postać świętego ukazanego jako mężczyzna z kręconymi włosami w stroju rzymskiego żołnierza z  krótką przepasaną tuniką i zapiętym na ramieniu płaszczem w pozie oranta u którego stóp umieszczano dwa wielbłądy. Wokół medalionu napis EULOGIA TOU HAGIOU MĒNA (co można przetłumaczyć jako Błogosławieństwo św. Menasa) lub jego skrócona wersja TOU HAGIOU MĒNA. Warsztaty w Abu Mena produkowały prawdopodobnie również ampułki dla sanktuarium św. Tekli. Stosowały taka sama technikę jak przy produkcji lamp. Obie połówki odciskano oddzielnie, a potem łączono dodając uchwyty i szyjkę. Zastosowanie form ceramicznych umożliwiło masową produkcję ampułek. Wierni powracający z pobożnych pielgrzymek nosili ampułki u pasa lub na szyi.
Najwięcej ampułek odnaleziono na Półwyspie Bałkańskim. Dalmacja, Pannonia, Mezja i Dacja to dawne rzymskie prowincje i ampułki docierały tam szlakami handlowymi.  Znaleziono tam 16 ampułek, które uznano za  eulogie z Abu Mina, w tym 6 podczas badań archeologicznych. Około 12 ampułek znajduje się w zbiorach w Padwie, Akwilei, Trieście i Este. Kilka egzemplarzy znaleziono we Francji i  Wielkiej Brytanii. Według źródeł historycznych nie wszystkie były przywożone przez pielgrzymów. Część zachowanych ampułek to dary przekazywane przez duchownych i bogate osoby świeckie.

## Badania archeologiczne
W latach 1905–1907 badania na terenie Abu Mena prowadził Karl Maria Kaufman. Obok innych przedmiotów odkrył około 150 ampułek i piece ceramiczne do wypalania z gliny.  W 1959 roku powstała Polską Stację Archeologii Śródziemnomorskiej Uniwersytetu Warszawskiego z siedzibą w Kairze. W 1960 roku rozpoczęła ona badania w Aleksandrii na Kom el-Dikka gdzie wykopano dużo lokalnej  i importowanej ceramiki, w tym. ampułek św. Menasa, narzędzi, figurek z terakoty, ozdób itp..

## Ampułki w zbiorach muzealnych
Ampułki znajdziemy w zbiorach prywatnych i muzealnych. Między innymi: we Francji: w Luwrze, Wielkiej Brytanii: w Yorkshire Museum czy Muzeum Brytyjskim, na Wegrzech w Muzeum Sztuk Pięknych w Budapeszcie, w Izraelu w Muzeum Izraela.
Pojedyncze egzemplarze posiadają również muzea amerykańskie: Harvard Art Museums, Metropolitan Museum of Art, Museum of Fine Arts w Bostonie czy Walters Art Museum, któremu ampułkę podarowano w 2014 roku.
W zbiorach polskich muzeów ampułki możemy znaleźć w zbiorach: Muzeum Archidiecezjalnego we Wrocławiu,  Muzeum Archidiecezjalnego im. Św. Józefa Sebastiana Pelczara w Przemyślu. 